# Far de Calanans
Far de Calanans és un far del municipi de Cadaqués (Alt Empordà) inclòs en l'Inventari del Patrimoni Arquitectònic de Catalunya.

## Descripció
Situat al límit sud del port natural de Cadaqués, sobre l'extrem de la punta de Cala Nans.
Edifici de planta rectangular i dimensions reduïdes. La torre és cilíndrica. A uns dos metres i mig d'alçada arrenca un primer cos prismàtic de secció quadrada, encastat al fons de la façana posterior, que s'aixeca fins a l'alçada del terrat. En un petit vestíbul hi havia l'accés a les dues úniques habitacions dels faroners, l'habitació de l'enginyer i un magatzem. Presenta una terrassa superior, damunt la qual s'enlaira la torre de senyals. A la façana principal hi ha obertures rectangulars, les quals es troben tapiades en l'actualitat. En aquesta s'obre la porta, centrada entre dos finestrals que presenten un emmarcament simple i amb ressalts llisos, i es repeteixen a les cantonades de l'edifici. Als murs laterals hi ha obertures que han conservat el reixat original. Amb la reforma posterior es va ampliar el cos exterior i es varen afegir el menjador, una cuina, tres dormitoris, un lavabo i un magatzem.

## Història
El far de Calanans fou projectat, com d'altres, en temps d'Isabel II, en regular el pla general d'enllumenament de costes i ports de l'estat, l'any 1847. Tanmateix, no es construí fins anys més tard i fou inaugurat el 1864. La construcció fou atribuïda a l'enginyer J.M.Faquinetto, autor del far de Cap de Creus.
És situat a 42º 16'10 de lat. N.i 9º 20'30 de lg.E. Inicialment era considerat de sisè ordre, el seu senyal era llum fixa amb un abast de 10 milles i amb un alçat de focus de 35,50 m sobre el mar i 7,30 m sobre terreny. El feia funcionar un torrer.
L'any 1904 hi hagué un pla de reforma que no s'arribà a realitzar. L'any 1926 fou modernitzat i passà a ser considerat de tercer ordre. Hom substituí la llanterna prismàtica de llum fixa per una de circular d 1,80 m de diàmetre amb mecanisme giratori que produïa grups de tres ocultacions (dues llums curtes seguides d'una de llarga), cada 15 segons, amb el mateix abast.
Des dels anys 60 el far és automàtic i no hi ha personal adscrit, els farers de Cap Creus són els encarregats del seu manteniment.
Actualment el far de Calanans és objecte de renovació, hom restaurarà l'edifici.
G.Rahola iJ.Rahola (op.cit) expliquen que "la plaça de torrer del far de Calanans era envejada pels farolers(sic)del cos de l'estat i s'ocupava pels torrers més vells o més antics d'aquell cos administratiu, que la prenien com una jubilació anticipada. "I afegeixen en nota: "durant tota la nostra joventut, era torrer del Mar de cala Nans, el cadaquesens del cos de farolers, en Sebastià Alfaras, que vivia amb la seva família al susdit far, Segons el periòdic cadaquessenc "So Ixent" núm 154 de 16 de novembre del 1929, que dona la nova del'obit del susdit torrer, aquest prestà servei al far de cala Nans, durant 44 anys En realitat, darrere d'ell hi visqueren encara els torrers Hija del i Obregón." (pàgs. 484-485).
En caure l'activitat marítima i comercial del port de Cadaqués, al primer terç del segle xx, aquest fanal va perdre el seu valor estratègic i va ser relegat a un cert abandonament. L'any 1982, atès el seu estat ruïnós, es va voler enderrocar i substituir per un altre de nou. L'oposició dels veïns de Cadaqués ho va impedir.